# Delphacodes aterrima
Delphacodes aterrima är en insektsart som beskrevs av Frederick Arthur Godfrey Muir 1926. Delphacodes aterrima ingår i släktet Delphacodes och familjen sporrstritar. Inga underarter finns listade i Catalogue of Life.